# Gesine Walther
Gesine Walther, nemška atletinja, * 6. oktober 1962, Weißenfels, Vzhodna Nemčija.
Ni nastopila na poletnih olimpijskih igrah. Na evropskih prvenstvih je v štafeti 4x100 m osvojila naslov prvakinje leta 1982, na evropskih dvoranskih prvenstvih pa naslov prvakinje v teku na 200 m istega leta. 3. junija 1984 je z vzhodnonemško štafeto postavila svetovni rekord v štafeti 4 x 400 m s časom 3:15,92 s, ki je veljal do leta 1988.